# 細田義安
細田 義安（ほそだ ぎあん、1903年（明治36年）3月14日 - 1962年（昭和37年）9月28日）は、東京都出身の都職員、政治家（衆議院議員）、弁護士。

## 経歴
小平市小川町出身中央大学卒業後東京都総務局長、主税局長を経て、第28回衆議院議員総選挙に旧東京7区で自由民主党より初出馬し当選した。東京都職員時代は都知事であった安井誠一郎と近かった。自民党内では、佐藤派に属した。佐藤派の同期は、後に総理大臣になる竹下登と金丸事件で有名な金丸信のみである。第29回総選挙において再選、しかし、任期途中の1962年(昭和37年)9月28日に死亡した。
なお、東京都総務局長時代に、合併により発足した東京都西多摩郡日の出村（細田没後の1974年に町制施行し、現在は日の出町）の名付け親となっている。
墓は小平市小川町内にある小川寺に存在する(一般に公開されていない)。碑銘は会派のトップであった佐藤栄作の筆による。
死後、遺族が小平市育英基金条例に50万円を寄付した。

## 親族
細田の母ヤイは八王子広徳館長や神奈川県会議員、東京府会議員を務めた林副重の妹である。